# Shin’ya Mitsuoka
Shin’ya Mitsuoka (jap. 光岡 眞矢, Mitsuoka Shin’ya; * 22. April 1976 in der Präfektur Kanagawa) ist ein ehemaliger japanischer Fußballspieler.

## Karriere
Mitsuoka erlernte das Fußballspielen in der Schulmannschaft der Nihon University Fujisawa High School. Seinen ersten Vertrag unterschrieb er 1995 bei den Yokohama Flügels. Der Verein spielte in der höchsten Liga des Landes, der J1 League. 1997 erreichte er das Finale des Kaiserpokals. Für den Verein absolvierte er 16 Erstligaspiele. 1998 wechselte er zum Ligakonkurrenten Kyoto Purple Sanga. Für den Verein absolvierte er 26 Erstligaspiele. 2001 wechselte er zum Zweitligisten Vegalta Sendai. 2001 wurde er mit dem Verein Vizemeister der J2 League und stieg in die J1 League auf. Für den Verein absolvierte er 28 Spiele. 2003 wechselte er zum Drittligisten Sagawa Express Tokyo. Ende 2003 beendete er seine Karriere als Fußballspieler.

## Erfolge
Yokohama Flügels
- Kaiserpokal

Finalist: 1997